# Marcus Rashford
Marcus Rashford, angleški nogometaš, * 31. oktober 1997, Wythenshawe.

## Klubska kariera

### Manchester United
Rashford je svojo nogometno pot začel pri petih letih v mladinskih vrstah kluba Fletcher Moss Rangers. Pri sedmih letih je bil sprejet v mladinsko akademijo Manchester Uniteda.

#### Sezona 2015/16
Rashford je prvič sedel na klopi za rezervne igralce 21. novembra 2015 na tekmi Premier League proti Watfordu, ki jo je Manchester United dobil z 2:1. 25. februarja 2016 ga je trener Louis Van Gaal po poškodbi Anthonyja Martiala naknadno uvrstil v začetno postavo za drugo tekmo UEFA Europa League proti danskemu klubu Midtjylland. Rashford je na tekmi v drugem polčasu dosegel dva zadetka in pomagal klubu tekmo dobiti z rezultatom 5:1. S tem je postal Unitedov najmlajši strelec v zgodovini v evropskih tekmovanjih, s čimer je prehitel Georga Besta.
V Premier League je prvič nastopil tri dni kasneje na tekmi proti Arsenalu. Rashford je na svojem debiju zadel dva gola in podajo za tretji gol Uniteda, ki je tekmo dobil s 3:2. S tem je postal tretji najmlajši strelec v zgodovini kluba, za Federicom Machedo in Dannyjem Welbeckom. 20. marca je Rashford zabil edini gol na Manchesterskem derbiju, s čimer je svojemu klubu pomagal do prve zmage na gostovanju pri mestnem tekmecu Manchester Cityju po letu 2013. Z 18 leti in 141 dnevi je postal najmlajši strelec na derbiju od ustanovitve Premier League ter drugi igralec, rojen v Manchestru, ki je zadel na derbiju. Prvi je bil leta 2013 Danny Welbeck. 

## Reprezentanca
27. maja 2016 je prvič nastopil za angleško reprezentanco na tekmi proti Avstraliji. Tekma se je odvijala na Stadionu luči, Rashford pa je v četrti minuti zabil svoj prvi gol in prvi gol na tekmi, ki jo je Anglija dobila z rezultatom 2:1.  S tem je postal najmlajši angleški nogometaš, ki je zadel na svojem debiju za reprezentanco in tretji najmlajši strelec Anglije vseh časov. Pred tem je imel rekord najmlajšega strelca, debitanta, Tommy Lawton, ki je zadel leta 1938.
16. junija je na Evropskem prvenstvu na tekmi angleške reprezentance proti Walesu v 73. minuti zamenjal Adama Lallano in z 18. leti in 229 dnevi postal najmlajši predstavnik Anglije na evropskih prvenstvih v zgodovini. Prejšnji rekorder, Wayne Rooney je bil na svojem prvem nastopu Evropskem prvenstvu 2004 od njega starejši 4 dni.

## Statistika
| Klub              | Sezona  | Liga           | Liga    | Liga | FA pokal | FA pokal | Ligaški pokal | Ligaški pokal | Evropa  | Evropa | Skupaj  | Skupaj |
| Klub              | Sezona  | Division       | Nastopi | Goli | Nastopi  | Goli     | Nastopi       | Goli          | Nastopi | Goli   | Nastopi | Goli   |
| ----------------- | ------- | -------------- | ------- | ---- | -------- | -------- | ------------- | ------------- | ------- | ------ | ------- | ------ |
| Manchester United | 2015–16 | Premier League | 11      | 5    | 4        | 1        | 0             | 0             | 3       | 2      | 18      | 8      |
| Skupaj            | Skupaj  | Skupaj         | 11      | 5    | 4        | 1        | 0             | 0             | 3       | 2      | 18      | 8      |

1. ↑  Nastopi v  UEFA Liga Evropa 2015/16